# Barbara Willke
Barbara Jean Hiltz Willke (ur. 5 lutego 1923, zm. 14 kwietnia 2013 w Cincinnati) – amerykańska działaczka pro-life, jedna z założycielek tego ruchu na terenie Stanów Zjednoczonych.

## Życiorys
Swoją działalność rozpoczęła w latach 60. XX wieku, kiedy to ze swoim mężem, Johnem (ginekologiem-położnikiem), przemierzała Stany Zjednoczone z wykładami popularyzującymi troskę o życie dziecka poczętego i jego matki. Była autorką publikacji i książek, występowała w programach telewizyjnych i radiowych. Małżeństwo było założycielami organizacji National Right to Life Committee, przeciwstawiającej się aborcji. Pomagało zakładać pierwsze w USA lokalne i stanowe filie tej organizacji. Kierowali nią przez 28 lat. Odwiedzili w trakcie swej działalności 64 kraje na świecie (Polskę trzy razy, po raz ostatni w 2001). Dorobek piśmienniczy Willków przełożono na około 30 języków.
W uznaniu swojej działalności otrzymała doktorat honoris causa:
- Saint Mary-of-the-Woods College,
- Xavier University[2].

Z mężem miała szóstkę dzieci, a także adoptowała kilku nastolatków. Doczekała się 22 wnucząt. Zmarła w szpitalu Good Samaritan w Cincinnati, po ciężkim urazie głowy spowodowanym upadkiem. Pochowana została na Saint Clare Convent Cemetery w Mount Healthy.